# Nia Clouden
Nia Clouden (ur. 17 maja 2000 w Owings Mills) – amerykańska koszykarka, występująca na pozycjach rozgrywającej, obecnie od 2023 zawodniczka Los Angeles Sparks.
18 maja 2023 dołączyła do Los Angeles Sparks.

## Osiągnięcia
Stan na 11 czerwca 2023, na podstawie, o ile nie zaznaczono inaczej.
NCAA
- Uczestniczka rozgrywek:
  - II rundy turnieju NCAA (2019)
  - turnieju NCAA (2019, 2021)
- Zaliczona do:
  - I składu:
    - Big 10 (2021, 2022)
    - najlepszych pierwszorocznych zawodniczek Big 10 (2019)
    - Academic All-Big Ten (2021, 2022)
    - turnieju:
      - Junkanoo Jam (2019)
      - Florida Sunshine Classic (2019)
      - Big 10 (2021)

  - II składu Big 10 (2020)
  - składu honorable mention:
    - All-American (2022 przez WBCA, Associated Press)
    - Big Ten (2019)